# Pierre Flynn
Pour les articles homonymes, voir Flynn.
Pierre Flynn, né à Québec le 17 mai 1954, est un chanteur, pianiste, claviériste et auteur-compositeur-interprète québécois. Il est le fils de Jean-Robert Flynn décédé accidentellement le 24 octobre 1954 et de Louise McGovern.
Il est bien connu pour avoir été membre du groupe rock Octobre entre 1971 et 1982. Depuis, il a sorti quatre albums solo et un live. Flynn a également interprété le rôle d'Abraham Van Helsing de 2005 à 2006 dans la comédie musicale Dracula, entre l'amour et la mort aux côtés de Bruno Pelletier, Daniel Boucher, Sylvain Cossette et Andrée Watters.

## Discographie

### Solo
- 1987 : Le parfum du hasard (Audiogram)
- 1991 : Jardins de Babylone (Audiogram)
- 2001 : Mirador (Audiogram)
- 2006 : Vol solo (Audiogram)
- 2015 : Sur la terre (Audiogram)

## Participations
- À cheval donné on r'garde pas la bride de Stephen Faulkner - Pierre à l'orgue sur la pièce-titre, Mario Légaré joue aussi sur l'album. (1980)
- À fond d'train Live de Offenbach et Plume Latraverse - Pierre claviers et chœurs pendant les performances de Plume. (1983)
- La Saga du Golfe de Gilles Bélanger et Pierre Flynn. Mise en scène de Jean-Pierre Brouillé. (1984)
- Caboose de Stephen Faulkner - Orgue Hammond sur Cajuns De L'An 2000, Chœurs sur Ils Chantent. (1992)
- Dracula (Entre L'amour Et La Mort) Artistes Variés - Pierre Flynn sur Ce Que Je Vois, Le Droit de Savoir et Pourquoi. (2005)
- 12 hommes rapaillés chantent Gaston Miron volume 1 : Poème (4 novembre 2008)[1] Pierre sur ''Poème Dans Le Goût
- 12 hommes rapaillés chantent Gaston Miron volume 2 : Ma rose éternité (31 août 2010)[2] Pierre sur Ma rose éternité
- Ne me quitte pas : un hommage à Jacques Brel : Pierre sur le Le plat pays (10 novembre 2014)[3]

## Filmographie
- 1988 : Rock[4]